# Nicolas Faret
Nicolas Faret (* um 1596 in Bourg-en-Bresse; † 8. September 1646 in Paris) war ein französischer Politiker und Autor.

## Leben
Nicolas Faret war Sohn eines einfachen Schuhmachers. Wohl dank der Unterstützung eines vermögenden Patenonkels konnte er an einem Jesuitenkolleg in Paris studieren und kehrte dann nach Bourg zurück, wo er als Anwalt tätig wurde. Nach Paris ging er wieder, um sich dort sowohl seinem beruflichen Fortkommen als auch der Schriftstellerei zu widmen.
Seine politische Karriere brachte Faret in die Ämter eines Sekretärs von Henri de Lorraine, comte d’Harcourt, eines Marinesekretärs, eines Sekretärs der Italienarmee und eines Königlichen Rates und Sekretärs.
Faret fand Kontakt zu Claude Favre de Vaugelas und Marc-Antoine Girard de Saint-Amant und besuchte auch den Literatenkreis von Valentin Conrart. Über diese Verbindung prägte er die Anfänge der 1634 gegründeten Académie française mit, deren Sitz N°9 er als erster einnahm. Er schrieb sowohl Gedichte als auch Prosa (darunter einige Geschichtswerke wie die Übersetzung des Breviarium ab urbe condita von Eutropius, 1621). Einige Wirkung zeigte sein sozialpädagogisches Traktat l’Honnête homme ou l’Art de plaire à la cour (1630), eines der zahlreichen Savoir-vivre-Werke des 17. Jahrhunderts, die den feinen Umgang an den Adelshöfen lehren sollten.
Paul Pellisson urteilte über Faret: « Il avait l’esprit bien fait, beaucoup de génie pour la langue et pour l’éloquence. » (deutsch: „Er hatte einen gut ausgebildeten Geist, verstand sehr viel von Sprache und Beredsamkeit.“) Nicolas Boileau schrieb über Faret, der mit seinen Freunden gerne Trinkstuben besuchte, die Zeilen: « … on vit, avec Faret, Charbonner de ses vers des murs d’un cabaret. » („… mit Faret zusammen erlebte man es, dass die Mauern eines Kabaretts schwarz wurden von seinen Versen [d. h. mit einem Kohlestift über und über beschrieben wurden].“)